# Openluchtmis
Een openluchtmis in de Rooms-Katholieke godsdienst is een eucharistieviering die plaatsvindt in de open lucht.
Het opdragen van een dergelijke mis geschiedt meestal in een processiepark of bij een kapel die op zich te klein is om het aantal gelovigen te bevatten.
De mis wordt doorgaans opgedragen vanaf een speciaal daartoe ingericht podium, dat een permanent karakter kan hebben, en waarop zich een altaar bevindt.
Op een bepaalde plaats wordt een openluchtmis gewoonlijk eenmaal per jaar gehouden, bijvoorbeeld om een bepaald mirakel of het jaarfeest van een schuttersgilde te gedenken. In Ierland vinden openluchtmissen ook plaats bij heilige bronnen, "Lourdesgrotten" en andere gewijde plaatsen. Jaarlijks worden ook de begraafplaatsen opnieuw ingezegend met een openluchtmis.
Een openluchtmis kan worden beschouwd als een belangrijke gebeurtenis in de betreffende plaatselijke gemeenschap, die door zeer veel mensen wordt bijgewoond. Ook zijn er vaak belangrijke cultuurhistorische en folkloristische elementen aanwezig zoals de opluistering door schuttersgilden, voorzien van kleurige vendels, en plaatselijke harmonieorkesten en koren.